# 560

## Hlavy států
- Papež – Pelagius I. (556–561)
- Byzantská říše – Justinián I. (527–565)
- Franská říše – Chlothar I. (511–561)
- Anglie
  - Wessex – Cynric (534–560) » Ceawlin (560–592)
  - Essex – Aescwine (527–587)
- Perská říše – Husrav I. (531–579)
- Vizigóti – Athanagild (555–567)